# Abbaye Notre-Dame de La Couronne
Pour les articles homonymes, voir Abbaye Notre-Dame.
L'abbaye Notre-Dame de La Couronne est un monastère de chanoines réguliers situé à La Couronne en Charente. En ruines, son abbatiale témoigne de l’introduction du style gothique dans l’Ouest de la France.

## Histoire de l'abbaye

### Fondation
Une première abbatiale est élevée au début XIIe siècle. Divers textes sont venus jusqu'à nous :
- Le 12 mai 1118, Lambert et les religieux de La Palud posent la première pierre de l’église de La Couronne.
- Le 12 mars 1122, jour de la Passion, les religieux font leur entrée dans l’église primitive de La Couronne… Elle perd son nom de La Couronnelle et prend celui de La Couronne. Ceci a lieu en présence de Guillaume, évêque de Périgueux, Girard, évêque d’Angoulême et légat du Saint-Siège et Vulgrin II, comte d’Angoulême. Lambert, élu abbé, est consacré le jour de Pâques[2].

Cette première église abbatiale est remplacée par une seconde, commencée en 1171 et consacrée en 1201 par l'archevêque de Bordeaux, due à l’abbé Junius à la fin du XIIe siècle à une période de renouvellement de la spiritualité après la réforme grégorienne. Cette reconstruction touche aussi les bâtiments conventuels, largement repris.
La comtesse Isabelle d'Angoulême, veuve du roi d'Angleterre Jean Sans Terre a fait édifier à ses frais en avant du collatéral sud de la façade une chapelle funéraire sous le vocable de saint Nicolas, où les restes de son père, Aymar Taillefer, grand protecteur de l'abbaye, ont été transférés en 1218.
Selon une tradition locale rapportée par des sources anciennes, Isabelle d'Angoulême aurait été enterrée dans cette abbaye, près de son père et l'un de ses fils Vulgrin, mort jeune, puis son corps aurait été exhumé et transporté au cimetière des Rois de l'abbaye de Fontevraud par son fils Henri III, roi d'Angleterre,. Il se pourrait que l'abbaye de La Couronne ait accueilli une partie de ses viscères ou son cœur, comme cela se faisait parfois à cette époque, ce qui expliquerait cette tradition. Il se pourrait aussi qu'il y ait eu confusion avec Isabelle, sa belle-sœur, nonne à Fontevraud. Mais selon les auteurs modernes, dont Nicholas Vincent, historien britannique spécialiste des Plantagenêts, Isabelle s'est retirée à l'abbaye de Fontevraud, où elle est décédée et a été inhumée en 1246.
La guerre de Cent Ans marque le début du déclin de l'abbaye. Les bâtiments sont considérés comme ruinés au milieu du XIVe siècle. Il n'y a plus que cinq religieux en 1427. Vers 1450, les voûtes occidentales et de la nef et le clocher s'effondrent. Autour de 1500, l'abbé Achard fait reconstruire le logis abbatial. Les restaurations de l'église commencent au début du XVIe siècle sous l'abbé Jean Calluau. La reconstruction ne fut que partielle et ne concerna que six des travées de la nef.

### Évolution du statut
En 1630 la mense abbatiale est divisée entre jésuites et augustins par le pouvoir royal. Les jésuites reçoivent l'usage du logis abbatial et d'autre bâtiments. Cette cohabitation fut conflictuelle.
Dans le contexte de la réforme des communautés religieuses qui suivit le Concile de Trente, le cardinal de La Rochefoucauld charge Alain de Solminihac de visiter et réformer les monastères de la région. Finalement, l’abbaye s'unit en 1632 aux chanoines réguliers de la congrégation de France réformé par le cardinal, dit les génovéfains, comme le prieuré Saint-Martin de Niort, une de ses filiales. D'importants travaux transforment le monastère afin d'y permettre à nouveau une vie religieuse régulière selon les nouvelles orientations du Concile de Trente.

Les abbés commendataires s'intéressèrent à la bonne tenue de l'abbaye, soutenant la reconstruction des batiments conventuels.

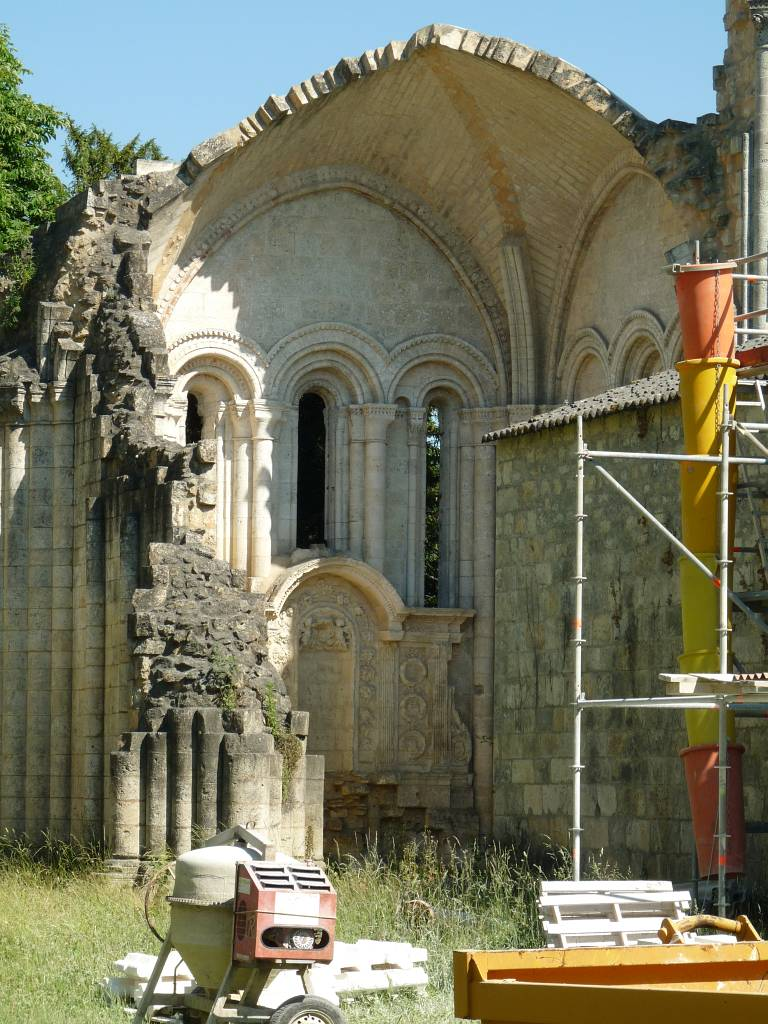
Ruines de l'abbaye.

### Perte temporaire de la fonction religieuse
Elle est vendue comme bien national à la Révolution et a servi de carrière de pierres jusqu’à son classement Monuments Historiques en 1903.

## Architecture de l'abbaye
La partie actuellement visible date de la fin du XIIe siècle, à l’exception des deux travées occidentales de la nef et de la façade gothiques.

### L’église abbatiale
Elle est marquée de plusieurs phases de construction. Les supports, les décors et les sculptures dans le transept, la chapelle et le chœur roman saintongeais. Les voûtes d’ogives bombées dans les deux travées orientales de la nef sont l’expression du gothique dit « Plantagenêt » du XIIe siècle.
Les deux travées occidentales de la nef et la façade ont été reconstruites dans le style gothique flamboyant après les guerres de Religion au XVIe siècle.
Elle donne un excellent exemple de l'évolution de l'art gothique.

#### Le clocher
Bâtiments du XVIIIe siècle particulièrement prégnants. Un dernier corps de bâtiment, placé au nord de l'abbatiale, date de la fin du XVIIIe-début du XIXe siècles.

### Les bâtiments monastiques

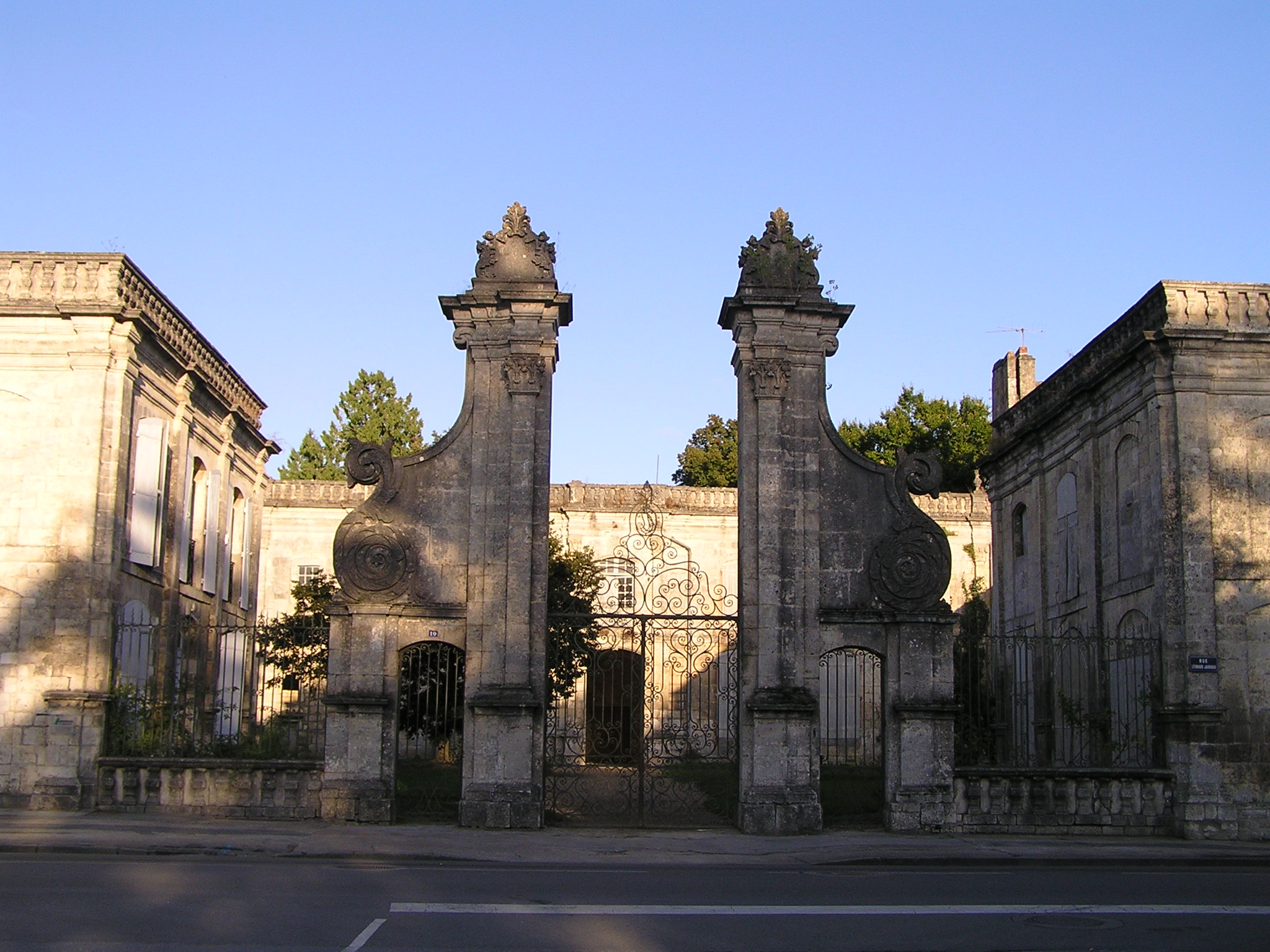
Entrée de l'abbaye.

Au sud de l’abbaye, la galerie du cloître, les vestiges de la salle capitulaire et du réfectoire datent du XIIIe siècle tout comme les ailes autrefois dévolues aux convers. Le plan de l'abbé Junius se déploie autour de trois zones, le grand cloître des chanoines, l'espace des convers et l'infirmerie.
Les bâtiments sont organisés autour d'une cour fermée d'un portail monumental, aménagés au milieu du XVIIIe siècle grâce à l'abbé Louis de Bompar. Certains bâtiments anciens furent repris afin de s'accorder avec l'ensemble des façades.
La reconstruction des bâtiments conventuels fut menée avec le soutien des abbés commendataires. À la fin du XVIIe siècle, des travaux sont menés par l'architecte Laurent Coustarel.
Le logis abbatial est placé dans son enclos bien fermé de hautes murailles, au sud de cet ensemble. Il fut élevé entre le XVe et le XVIe siècle. Il reprend les formes développées à cette époque dans les châteaux avec ses tours carrées et ses toits à fortes pentes. Quelques reprises sont faites au XVIIe siècle.

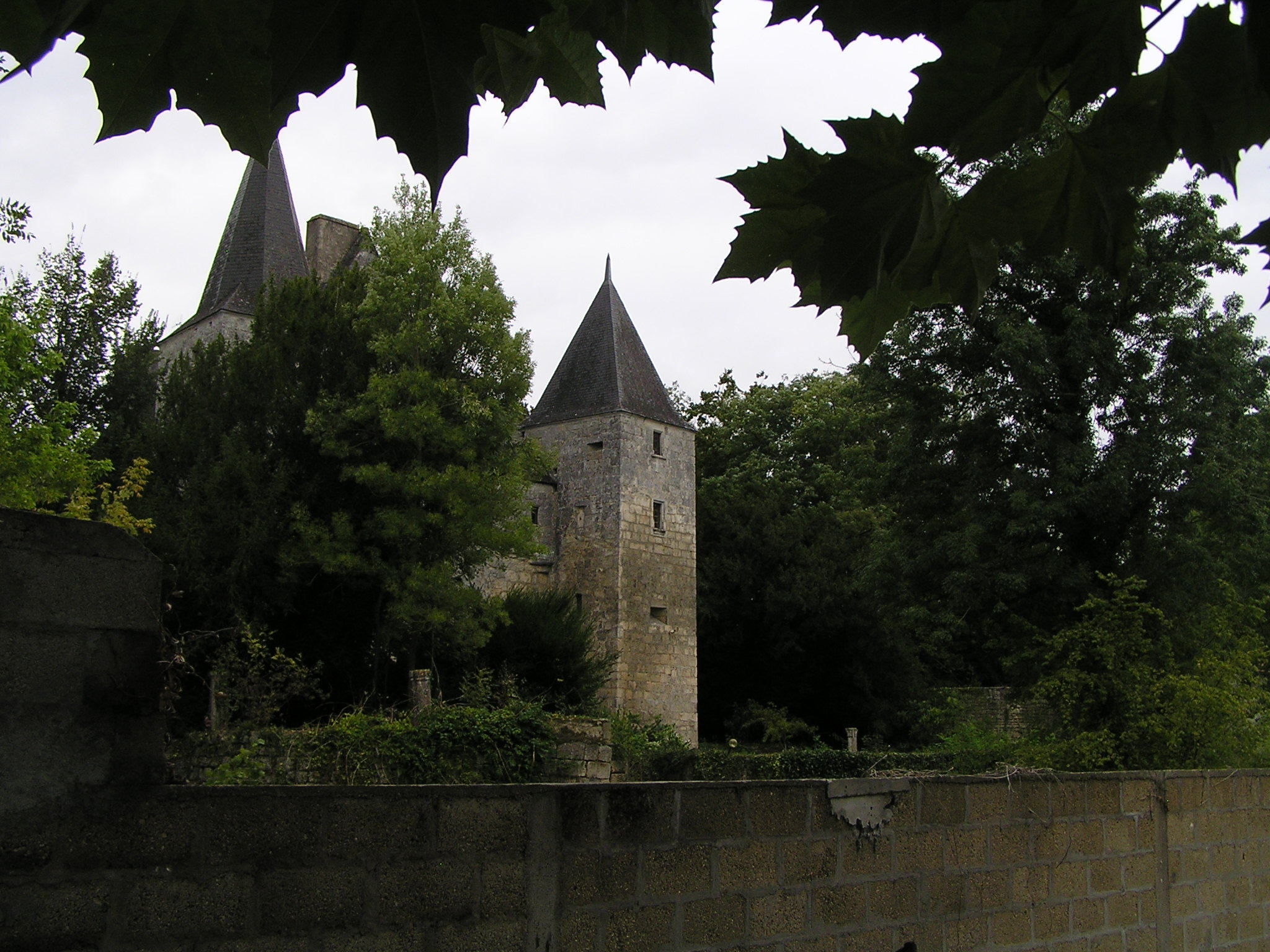
Bâtiments monastiques.

Des vestiges des murs de clôtures quelquefois ajourés de balustres délimitent encore clairement l'enclos et les jardins.
Une fontaine monumentale de la fin du XVIIe siècle est située à l'est du corps de logis central.
L'abbaye a été classée monument historique en 1904. La protection s’est étendue à l’ensemble des bâtiments en 1999.
Une tour ronde couverte d'un toit qui épouse la forme d'une cloche (rare en Charente) adossée à l'habitation caractérise le manoir de la Tour-Saint-Jean, ancienne dépendance de l'abbaye de la Couronne. Un souterrain, taillé dans le roc, est constitué de deux salles dont l'une a pu servir de chapelle ou d'oratoire.

## Activité
Le site appartient à deux propriétaires différents : le logis, la cour d’honneur, les bâtiments monastiques, le parc et ses abords aux établissements Ciments Lafarge.
Le cloître et l’abbatiale appartiennent au Conseil général de la Charente.

## Sources